# Franconia
Franconia är en kommun (town) i Grafton County i delstaten New Hampshire, USA med 1 104 invånare (2000). 